# 雷涅夫拉斯
雷涅夫拉斯，是西班牙卡斯蒂利亚-莱昂索里亚省的一个市镇。总面积36平方公里，总人口122人（2001年），人口密度3人/平方公里。